# 伏黄芩
伏黄芩（学名：Scutellaria playfairi），为唇形科黄芩属下的一个植物变种。